# Zpráva Levyho komise
Zpráva Levyho komise (hebrejsky דו״ח לוי‏ či דו״ח על מעמד הבניה באזור יהודה ושומרון), tedy Zpráva o legálním  statutu výstavby v Judeji a Samaří) je zpráva, která na osmdesáti devíti stranách rozebírá status tzv. osad. Byla zveřejněná 9. července 2012 komisí bývalého izraelského soudce nejvyššího soudu Edmunda Levyho. Tuto komisi jmenoval v lednu 2012 izraelský premiér Benjamin Netanjahu.
Podle této zprávy je židovská výstavba v daném prostoru legální, neboť tzv. zelená linie z roku 1949 nebyla státní hranicí. Proto nejde o okupované území a nelegální výstavbu na něm.

## Reakce
Izraelská levice tuto zprávu odsoudila. Izraelská vláda ji vzala na vědomí, ale nijak ji neuvedla do praxe.